# Лучано Тенеджі
Лучано Тенеджі (італ. Luciano Teneggi, нар. 24 лютого 1941, Варацце) — італійський футболіст, що грав на позиції захисника.

## Ігрова кар'єра
Народився 24 лютого 1941 року в місті Варацце. Вихованець футбольної школи клубу «Савона». Дорослу футбольну кар'єру розпочав 1959 року в основній команді того ж клубу, в якій провів три сезони, взявши участь у 68 матчах Серії С.
Своєю грою за цю команду привернув увагу представників тренерського штабу клубу «Торіно», до складу якого приєднався 1962 року. Відіграв за туринську команду наступні чотири сезони своєї ігрової кар'єри, зігравши лише 20 ігор у Серії А. Також зіграв з командою у фіналі кубка Італії 1964 року.
Згодом з 1966 по 1973 рік грав у складі команд Серії В «Катанія», «Фоджа», «Піза» та «Таранто», а завершив ігрову кар'єру у аматорській команді «Суццара», за яку виступав протягом 1973—1975 років у Серії D.
Загалом провів за кар'єру 20 ігор у Серії А, 162 гри і 3 голи у Серії В, 68 гри і 8 голів у Серії С, а також 32 гри і 2 голи у Серії D.